# Морвант Каледонія Юнайтед
«Морвант Каледонія Юнайтед» (англ. Morvant Caledonia United) — футбольний клуб Тринідаду і Тобаго з громади Морвант, який грає у ТТ Про-лізі. Домашні матчі проводить на стадіоні «Хейслі Кроуфорд» у Порт-оф-Спейні.

## Історія
Футбольний клуб «Морвант Каледонія Юнайтед» заснований у 1979 році під назвою «Каледонія АІА» («Каледонія Етлетс ін Екшн», англ. Caledonia AIA). З 2000 року виступає у ТТ Про-лізі. У 2004 році «Каледонія АІА» об'єднався з клубом «Аріма Файр», після чого грав під назвою «Аріма Морва Файр», пізніше його перейменували в «Каледонія АІА/Файр». У 2006 році клуб повернув назву «Каледонія АІА». У 2015 році клуб отримав сучасну назву «Морвант Каледонія Юнайтед». Клуб, окрім внутрішніх змагань, постійно грає у чемпіонаті Карибського футбольного союзу, в 2012 році клуб став його переможцем. «Морвант Каледонія Юнайтед» тричі ставав переможцем Кубка Тринідаду і Тобаго, двічі володарем Кубка Ліги Тринідаду і Тобаго, володарем Trinidad and Tobago Goal Shield та Digicel Pro Bowl.

## Досягнення

### Національні
- Володар Кубка Тринідаду і Тобаго (3): 2008, 2011—2012, 2012—2013
- Володар Кубка Ліги Тринідаду і Тобаго (2): 2011, 2012
- Володар Trinidad and Tobago Goal Shield (2): 2012, 2016
- Володар Digicel Pro Bowl (1): 2008

### Міжнародні турніри
- Переможець чемпіонаті Карибського футбольного союзу (1): 2012

## Відомі футболісти
- Шоун Бішоп
- Раданфа Абу Бакр
- Тайтус Ельва
- Пернелл Шульц
- Сідні Локхарт

## Відомі тренери
- Денсілл Теобальд